# Aconitum georgei
Aconitum georgei är en ranunkelväxtart som beskrevs av Comber. Aconitum georgei ingår i släktet stormhattar, och familjen ranunkelväxter. Inga underarter finns listade i Catalogue of Life.